# 51-я дивизия ПВО
51-я дивизия ПВО  — соединение противовоздушной обороны 4-й гвардейской армии ВВС и ПВО ВКС России. Входит в состав Южного военного округа. Штаб располагается в г. Новочеркасск.
Сокращённое наименование — 51 дпво. Условное наименование — Войсковая часть № 42352 (в/ч 42352).

## История
Часть создана 25 декабря 1941 г. как Сталинградский дивизионный район ПВО
С 1954 года 12-й корпус ПВО дислоцируется в г. Ростов-на-Дону.
В 1998 году корпус реформирован в 51-й корпус ПВО.
В 2009 году корпус реформирован в 7 бригаду ВКО.
В апреле 2012 года штаб бригады переведён в г. Новочеркасск.

## Состав
- 1536-й зенитный ракетный полк (в/ч 48514), г. Новочеркасск
- 1537-й зенитный ракетный Краснознамённый Кубанский Казачий полк, г. Новороссийск;
- 1721-й зенитный ракетный полк (в/ч 11754), г. Сочи;
- 338-й радиотехнический полк (в/ч 40213), г. Ростов-на-Дону;
- 339-й радиотехнический полк (в/ч 03007), Астраханская область, пос. Тинаки;

## Командиры
51 КПВО
- Фурсеев А. Г. (2007—2009)

7 Бригада ВКО
- Шеремет Р. В. (2012—2014)[2]

51 ДПВО
- Сульдин В. П. (c 2014—2018)[3]

## Отличившиеся воины
- Покрышкин А. И.,
- Колдунов А. И.
- Луганский C. Д.

## Базирование
- Управление и штаб дивизии — Новочеркасск, ул. Атаманская, 36